# Boeil
Pour les articles homonymes, voir Boeil.
Boeil est une ancienne commune française du département des Pyrénées-Atlantiques. En 1868, la commune fusionne avec Bezing pour former la nouvelle commune de Boeil-Bezing.

## Géographie
Boeil est situé à l'est du département, à onze kilomètres au sud-est de Pau.

## Toponymie
Le toponyme Boeil apparaît sous les formes 
Bolh en 1376, montre militaire de Béarn, Boelh en 1385, censier de Béarn.
Boeil signifierait « petit bœuf » selon certains, mais Albert Dauzat et Charles Rostaing y voient une racine prélatine *bol, hauteur, que l'on retrouverait dans Beuil (Alpes-Maritimes, Boleo vers 1200), Boule-d'Amont (Pyrénées-Orientales), Bouleternère (ternère < terra nigra) et la formation tautologique Montbolo (Pyrénées-Orientales).
Batbielle désigne un ensemble de landes et de bois, s’étendant sur le territoire des communes d’Angaïs, Beuste, Boeil, Bénéjacq, Bordères, Lagos et Mirepeix, placé sous la juridiction des jurats de Beuste. C’est également le titre d’un archidiaconé du diocèse de Lescar, correspondant à l’emprise des cantons de Nay et de Clarac. On retrouve ce toponyme sous les graphies 
Baigbiella en XIIIe siècle, fors de Béarn, 
archidiagonat de Batbilhe en 1385, censier de Béarn, 
Batbielhe en 1396, l’arsidiagonat de Begbielle en 1400, notaires de Navarrenx,  
le conbent de Bagbielhe en 1538, les Abbatbielles en 1675, réformation de Béarn.

## Histoire
Auriol Centulle, troisième fils de Centulle IV de Béarn et d'Angèle d'Oloron, était seigneur de Clarac, Igon, Baudreix, Boeil et Auga.
Paul Raymond note qu'en 1385, Boeil comptait vingt-neuf feux. Le village dépendait du bailliage de Pau.
Un archiprètré du diocèse de Lescar avait Boeil pour siège.
Il y eut autrefois une communauté protestante importante, et l'on surnommait les Boeilhais Los huganautz de Bezing.
La terre de Boeil fut érigée en baronnie en 1651. Les barons de Boeil étaient seigneurs de Baudreix, Beuste, Clarac, Lagos et barons de Coarraze.

## Démographie
| 1793 | 1800 | 1806 | 1821 | 1831 | 1836 | 1841 | 1846 | 1851 |
| ---- | ---- | ---- | ---- | ---- | ---- | ---- | ---- | ---- |
| 510  | 505  | 564  | 591  | 647  | 675  | 690  | 715  | 715  |

| 1856 | 1861 | - | - | - | - | - | - | - |
| ---- | ---- | - | - | - | - | - | - | - |
| 693  | 643  | - | - | - | - | - | - | - |

## Culture locale et patrimoine

### Patrimoine civil
Le château, vaste édifice carré, domine une partie du village. Il fut édifié au début du XIXe siècle par la famille Bernadotte. Jeanne de Saint-Vincent (1728-1809), mère du maréchal Bernadotte, est née à Boeil. Le 20 février 1754, elle épouse Henri Bernadotte, à Boeil. Leur fils Jean-Baptiste est fait maréchal de France par Napoléon Ier, puis devient roi de Suède et de Norvège sous le nom de Charles XIV Jean. Plusieurs descendants du frère de ce dernier, Jean-Évangéliste Bernadotte, sont nés et enterrés à Boeil-Bezing.

## Pour approfondir